# Comitatul Cochise, Arizona
Comitatul Cochise, conform originalului din engleză, Cochise County (cod FIPS, 04-003 Arhivat în 26 aprilie 2015, la Wayback Machine.), este unul din cele 15 comitate ale statului american Arizona, fiind fondat în 1881. Conform datelor statistice ale recensământului din anul 2010, furnizate de United States Census Bureau, populația sa totală era de 132.088, în creștere  față de 117.775  de locuitori, număr înregistrat în 2000. Sediul comitatului este orașul Bisbee.

## Geografie
Conform datelor statistice furnizate de United States Census Bureau, comitatul are o suprafață totală de 16.107 km2 (sau de 6,219 mile patrate), dintre care 15.978 km2 (sau 6,169 square miles) este uscat și doar 0.79 % (127 km2 sau 49 square miles) este apă.

### Zone protejate național
- Apache-Sitgreaves National Forest (parțial)
- Canyon de Chelly National Monument - integral
- Hubbell Trading Post National Historic Site - integral
- Petrified Forest National Park (parțial)

### Drumuri importante
- Interstate 40
- U.S. Route 60
- U.S. Route 64
- U.S. Route 180
- U.S. Route 191
- State Route 64
- State Route 260
- State Route 264

## Demografie
Conform datelor statistice ale recensământului din anul 2010, furnizate de United States Census Bureau, populația sa totală era de 131.346, în creștere de circa 11.5% față de valoarea de 117.775 de locuitori, număr înregistrat în 2000. Estimarea populației pentru anul 2012, făcută de aceeași agenție a guvernului federal, specializată în rcensăminte, fusese de 132,088 din cei 6.551.149 de locuitori ai statului Arizona.
|  | Graficele sunt indisponibile din cauza unor probleme tehnice. Mai multe informații se găsesc la Phabricator și la wiki-ul MediaWiki. |

Date: Wikidata - grafică realizată de Wikipedia

## Educație
Următoarele districte școlare deservesc Comitatul Cochise.